# Santa Paola Romana (titre cardinalice)
Le titre cardinalice de Santa Paola Romana (Sainte Paule de Rome) est érigé par le pape François le 14 février 2015. Il est attaché à l'église homonyme située dans le quartier romain de Trionfale, à l'Ouest du Vatican.

## Titulaires
| - Soane Patita Paini Mafi depuis 2015 |